# Sahaskriti
Sahaskriti – indyjski język literacki, mieszanina sanskrytu, pali i prakrytu. 
Sahaskriti stosowany był w dziełach hinduistycznych, jako jeden z języków santów i bardów indyjskich
Zapisane zostały z jego użyciem niektóre wersy Guru Granth Sahib, świętej księgi sikhów. Noszą one nazwę salok sahaskriti (dwuwiersze w sahaskriti: wersy 1353-1360).